# Wim Koevermans
Wilhelmus Jacobus Koevermans, dit Wim Koevermans, est un footballeur néerlandais, né le 28 juin 1960 à Flardingue. Il a aussi eu une carrière d’entraîneur.

## Biographie
En tant que défenseur, il fut international néerlandais lors d'un match, pour aucun but. 
Sa seule sélection fut honorée le 24 mai 1988, à Rotterdam, contre la Bulgarie. Ce match se solda par une défaite (1-2), il fut titulaire, remplacé à la 61e minute par Erwin Koeman.
Il fait partie des 20 joueurs sélectionnés pour l’Euro 1988, en RFA. Mais comme Sjaak Troost, il ne joua aucun match dans ce tournoi. Cela ne l’empêche pas de devenir champion d’Europe en 1988.  
Il joua dans des clubs modestes des Pays-Bas : le FC Vlaardingen (nl), puis le Fortuna Sittard et pour finir le FC Groningue.
Avec le premier, il ne remporta rien. Avec le second, il fut vice-champion de D2 hollandaise en 1982 et finaliste de la coupe des Pays-Bas en 1984 et avec le dernier, il fut aussi finaliste de la coupe des Pays-Bas en 1989.
Il eut une carrière d’entraîneur au FC Groningue, puis au RBC Roosendaal, au NEC Nimègue et au MVV Maastricht. Il fut ensuite sélectionneur des jeunes des Pays-Bas pendant 6 années. Il est actuellement directeur technique de l’Irlande. Il ne remporta rien en tant qu’entraîneur.

## Clubs

### En tant que joueur
- 1978-1980 : FC Vlaardingen (nl)
- 1980-1988 : Fortuna Sittard
- 1988-1990 : FC Groningue

### En tant qu’entraîneur
- 1990-1993 : FC Groningue (entraîneur-adjoint)
- 1993-1994 : FC Groningue
- 1994-1996 : RBC Roosendaal
- 1996-1997 : NEC Nimègue
- 1998-2001 : MVV Maastricht
- juil. 2002-juil. 2008 : équipe des Pays-Bas (jeunes)
- juil. 2008-juil. 2012 :  République d'Irlande (directeur technique)
- juil 2012-oct. 2014 :  Inde (sélectionneur)

## Palmarès

### En tant que joueur
- Championnat d'Europe de football
  - Vainqueur en 1988
- Coupe des Pays-Bas de football
  - Finaliste en 1984 et en 1989
- Championnat des Pays-Bas de football D2
  - Vice-champion en 1982